# دیانا دی‌جت
دیانا دی‌جت (به انگلیسی: Diana DeGette) نمایندهٔ حوزه انتخابیه اول کلرادو از حزب دموکرات ایالات متحده آمریکا در مجلس نمایندگان ایالات متحده آمریکا است که برای نخستین‌بار در ۶ ژانویه ۱۹۹۷ میلادی به‌عضویت این مجلس درآمد.